# Vetenskapsåret 1915

## Händelser

### Fysik
- 25 november – Albert Einstein presenterar den allmänna relativitetsteorin vid den preussiska vetenskapsakademien.

### Geologi
- Okänt datum - Alfred Wegener presenterar teorin om Pangea.

## Pristagare
- Bigsbymedaljen: Henry Hubert Hayden [1]
- Copleymedaljen: Ivan Pavlov, rysk fysiolog, psykolog, Nobelpriset i fysiologi eller medicin 1904.
- Nobelpriset: [2]
  - Fysik: William Bragg, Lawrence Bragg
  - Kemi: Richard Willstätter
  - Fysiologi/Medicin: Inget pris utdelades
- Wollastonmedaljen: Edgeworth David, australisk geolog och Antarktisforskare. [3]

## Födda
- 15 mars - Laurent Schwartz (död 2002), fransk matematiker.
- 16 mars - Kunihiko Kodaira (död 1997), japansk matematiker.
- 15 juni – Thomas Huckle Weller (död 2008), amerikansk virolog och nobelpristagare i fysiologi eller medicin 1954) för sitt arbete med polio.
- 24 juni - Fred Hoyle (död 2001), astronom och science fiction-författare.
- 30 november - Henry Taube (död 2005), kanadensisk-amerikansk kemist, Nobelpriset i kemi (1983).
- 22 december – A. E. Wilder-Smith (död 1995), brittisk kemist.

## Avlidna
- 22 juli - Sir Sandford Fleming (född 1827), kanadensisk ingenjör och uppfinnare, " tidszonernas fader".
- 19 december - Alois Alzheimer (född 1864), tysk psykiater och neuropatolog.

### Fotnoter
1. ↑  ”Geological Society”. Arkiverad från originalet den 5 juni 2011. https://web.archive.org/web/20110605101836/http://www.geolsoc.org.uk/gsl/society/history/page753.html. Läst 13 april 2011.
2. ↑  ”Nobelpriset”. http://nobelprize.org/nobel_prizes/lists/all/index.html. Läst 10 april 2011.
3. ↑  ”Geological Society”. Arkiverad från originalet den 5 juni 2011. https://web.archive.org/web/20110605102217/http://www.geolsoc.org.uk/gsl/society/history/page750.html. Läst 13 april 2011.